# پلنگ ابری فرمز
پلنگ ابری فرمز (نام علمی: Neofelis nebulosa brachyura) نام یک زیرگونه از گونه پلنگ ابری بود که در جزیره تایوان می‌زیسته‌است. در طول سال‌های ۲۰۰۰ تا ۲۰۰۴ طی پژوهشی که با بکارگیری دوربین‌های گسترده در یکی از جنگل‌های حفاظت‌شده جنوب تایوان صورت گرفت، در بیش از ۱۳۰۰۰ تصویر گرفته‌شده حتی یک مورد از این پلنگ دیده نشد. آخرین مورد تاییدشده از دیده شدن این پلنگ به سال ۱۹۸۹ برمی‌گردد که پوست یک پلنگ جوان در منطقه تاروکو یافت شد. بومیان تایوان شکار این پلنگ را تابو می‌دانسته‌اند.